# GSC5276-1653
GSC5276-1653 — хімічно пекулярна зоря спектрального класу A6, що має видиму зоряну величину в смузі V приблизно 11,5.